# Constant maturity swap
 (avril 2018).
Si vous disposez d'ouvrages ou d'articles de référence ou si vous connaissez des sites web de qualité traitant du thème abordé ici, merci de compléter l'article en donnant les références utiles à sa vérifiabilité et en les liant à la section « Notes et références ».
 (avril 2018).
Sa qualité peut être largement améliorée en utilisant un vocabulaire plus directement compréhensible.
Pour les articles homonymes, voir CMS.
Le CMS est un type de swap de taux dans lequel sont échangés d'une part un flux d'intérêt calculé sur un taux variable monétaire ou un taux fixe, et d'autre part un taux révisable correspondant au taux fixe applicable à un swap à moyen ou long terme dont les caractéristiques sont prédéterminées, tel que constaté périodiquement auprès de banques de référence. 
Par extension, un taux CMS est un taux de swap long terme, réévalué périodiquement, dont la particularité consiste dans le fait que la référence de taux sous-jacente, par exemple le taux swap 10 ans, n'a pas la même périodicité que les périodes de paiement de la jambe correspondante du swap.